# Adenilosuccinato liase
Adenilosuccinato liase (ou adenilosuccinase) é uma enzima que em humanos é codificado pelo gene ADSL.
Adenilosuccinato liase converte adenilosuccinato a AMP e fumarato como parte do ciclo de nucleotídeos purina. ASL catalisa duas reaçõesa na via biossintética das purinas que produz AMP; ASL cliva adenilosuccinato em AMP e fumarato, e cliva SAICAR em AICAR e fumarato.
Adenilosuccinato liase é parte da superfamília eliminação β de enzimas e isso ocorre através de um mecanismo de reação E1cb. A enzima é um homotetrâmero com três domínios em cada monômero e quatro sítios ativos por homotetrâmero.
Mutações pontuais em adenilosuccinato que causam diminuição da atividade enzimática causam sintomas clínicos que marcam a condição deficiência de adenilosuccinato liase.
Esta proteína pode usar o modelo morfeína de regulação alostérica.